# Robert Lee Stewart
Robert Lee Stewart, ameriški vojaški pilot, preizkusni pilot, astronavt in general, * 13. avgust 1942, Washington, D.C.

## Življenjepis
Maja 1964 je Stewart začel aktivno kariero pri Kopenski vojski ZDA. Dve leti pozneje je končal šolanje za pilota helikopterja, kar je opravljal večino svoje kariere. 
Avgusta 1979 se je pridružil Nasi. Njegove tehnične dolžnosti so bile preskušanje in razvoj sistemov nadzora letenja za STS-1. Bil je tudi podporni član posadke za STS-4 in STS-5. V vesolje je odšel dvakrat, obakrat kot strokovnjak odprave in sicer leta 1984 z STS-41B in leto pozneje z STS-51J, V odprtem vesoljskem prostoru je skupaj prebil 289 ur.

## Odlikovanja
- zaslužna medalja KOV ZDA,
- obrambna medalja za izjemno služenje,
- legija za zasluge z eno bronasto zvezdo,
- 4 zaslužni letalski križci,
- bronasta zvezda,
- medalja za zaslužno služenje,
- 33 letalskih medalj,
- pohvalna medalja kopenske vojske s hrastovim listom in bojnim V,
- 2 škrlatni srci,
- narodnoobrambna medalja,
- ekspedicijska medalja oboroženih sil,
- vietnamski križec viteštva,
- aviacija KOV ZDA leta 1984<--Army Aviation of the Year, 1984-->,
- AHS Feinberg Memorial Award,
- AIAA Oberth Award,
- NASA Space Flight Medal (1984 & 1985).